# Enrico Medioli
Enrico Medioli est un scénariste italien, né le 17 mars 1925 à Parme et mort le 21 avril 2017 à Orvieto.
Il travailla notamment avec Luchino Visconti, pour lequel il écrivit les scénarios de quelques-uns des plus grands chefs-d'œuvre du cinéma italien.

## Biographie
Enrico Medioli fait ses études au collège Marie-Louise où il a pour professeur Attilio Bertolucci, il se passionne alors pour le cinéma et la littérature, notamment anglaise et française, langues qu'il parle couramment. En 1960, il collabore avec Luchino Visconti pour le script de Rocco et ses frères (Rocco e i suoi fratelli) et il reçoit le Ruban d'Argent (Nastro d'Argento), prix cinématographique italien attribué par le syndicat national des journalistes cinématographiques (SNGCI), puis suivent Le Guépard (Il Gattopardo, 1963), Sandra (Vaghe stelle dell'orsa, 1965), les Damnés (La caduta degli dei, 1969), qu'il cosigne avec Nicola Badalucco et Luchino Visconti, nommé à l'Oscar du meilleur scénario original  et Ludwig ou le Crépuscule des dieux (Ludwig, 1972).
Il travaille avec Valerio Zurlini pour la fille à la valise (La ragazza con la valigia), 1961) et Le Professeur (La prima notte di quiete, 1972), Sergio Leone pour Il était une fois en Amérique (C'era una volta in America, 1984) et Liliana Cavani pour Derrière la porte (Oltre la porta, 1982).
Il participe à d'importantes productions télévisées comme les Fiancés (I promessi sposi, roman de Alessandro Manzoni, 1989) avec Alberto Sordi et Burt Lancaster et Cime tempestose avec Alessio Boni et Anita Caprioli et plus récemment Guerre et Paix.
En 2006, il reçoit de la ville de Parme la médaille d'or du Prix Sant’Ilario qui récompense les personnes qui ont contribué au prestige de la ville.
Le 14 novembre 2008, Enrico Medioli reçoit du président de la république Giorgio Napolitano le prix cinématographique De Sica en récompense de sa carrière.

## Filmographie

### Télévision
- 1981 : La Chartreuse de Parme (La Certosa di Parma), téléfilm de Mauro Bolognini
- 1998 : Le Quatrième Roi (Il quarto re), téléfilm de Stefano Reali